# 希爾伯特第二十二問題
希爾伯特第二十二問題是希爾伯特的23個問題之一，關於以自守函數一致化可解析關係。這問題已在1907年由德國數學家保罗·克伯解決。黎曼曲面理論和這問題有一定關係。